# Ciglenik (Oriovac)
Ciglenik is een plaats in de gemeente Oriovac in de Kroatische provincie Brod-Posavina. De plaats telt 164 inwoners (2001).